# Francis Robert Naali
Francis Robert Naali (* 12. Januar 1972) ist ein ehemaliger tansanischer Marathonläufer. Seine persönliche Bestzeit lief er mit 2:09:33 h am 29. September 1996 in Berlin.

## Persönliche Bestzeiten
Seine persönlichen Bestzeiten sind:
- 10-km-Lauf: 29:07 min, 26. November 2000, Monaco, Fürstentum Monaco[2]
- 20-km-Lauf: 59:48 min, 7. März 1992, Alphen aan den Rijn, Niederlande[2]

- Halbmarathon: 1:01:45 h, 30. April 2000, Meran, Italien[2]
- Marathon: 2:09:33 h, 29. September 1996, Berlin, Deutschland[1]

## Ergebnisse
1993 gewann er den Göteborgsvarvet, bei dem zuvor schon seine Brüder Simon Robert Naali (1989) und Thomas Robert Naali (1990) gesiegt hatten.
1996 wurde er Zweiter beim Berlin-Marathon. Beim Marathon der Weltmeisterschaften 1997 in Athen gab er auf. 1999 wurde er Zweiter und 2001 Fünfter beim Bredase Singelloop.
2002 siegte er beim Marathon der Commonwealth Games in Manchester in 2:11:58 h. Vier Jahre später wurde er bei den Commonwealth Games 2006 in Melbourne Achter.
Bei den Crosslauf-Weltmeisterschaften belegte er auf der Langstrecke 1999 in Belfast Rang 53 und 2005 in Saint-Galmier Rang 73.
Eine Auswahl seiner Ergebnisse ist:
| Jahr | Ort                        | Bewerb                                  | Typ                | Rang | Zeit (h) |
| ---- | -------------------------- | --------------------------------------- | ------------------ | ---- | -------- |
| 1991 | Honolulu, USA              |                                         | Marathon           | 4    | 2:19:14  |
| 1992 | Honolulu, USA              |                                         | Marathon           | 6    | 2:18:58  |
| 1992 | Oslo, Norwegen             |                                         | Halbmarathon       | 3    | 1:04:42  |
| 1993 | Göteborg, Schweden         |                                         | Halbmarathon       | 1    | 1:03:37  |
| 1994 | Frankfurt, Deutschland     |                                         | Marathon           | 4    | 2:17:22  |
| 1995 | Babati, Tansania           |                                         | Halbmarathon       | 2    | 1:07:24  |
| 1995 | Arusha, Tansania           |                                         | Halbmarathon       | 2    | 1:04:06  |
| 1995 | Oslo, Norwegen             |                                         | Halbmarathon       | 1    | 1:03:56  |
| 1996 | Berlin, Deutschland        |                                         | Marathon           | 2    | 2:09:33  |
| 1998 | Daressalam, Tansania       |                                         | Halbmarathon       | 2    | 1:03:42  |
| 1999 | Moshi, Tansania            | East African Crosscountry Championships | 12 km Crosscountry | 3    | 0:35:45  |
| 1999 | Breda, Niederlande         |                                         | Halbmarathon       | 2    | 1:02:30  |
| 2000 | Lille, Frankreich          |                                         | Halbmarathon       | 10   | 1:02:43  |
| 2000 | Paderborn, Deutschland     | Paderborner Osterlauf                   | Halbmarathon       | 2    | 1:05:01  |
| 2000 | Verl, Deutschland          |                                         | Halbmarathon       | 1    | 1:03:19  |
| 2000 | Leiden, Niederlande        |                                         | Halbmarathon       | 1    | 1:05:37  |
| 2000 | Meran, Italien             |                                         | Halbmarathon       | 2    | 1:01:45  |
| 2001 | Moshi, Tansania            |                                         | Marathon           | 1    | 2:25:10  |
| 2001 | Arusha, Tansania           |                                         | Halbmarathon       | 5    | 1:02:54  |
| 2001 | Arusha, Tansania           |                                         | Marathon           | 4    | 2:18:34  |
| 2001 | Breda, Niederlande         |                                         | Halbmarathon       | 5    | 1:02:49  |
| 2001 | Arusha, Tansania           |                                         | Halbmarathon       | 4    | 1:02:14  |
| 2002 | Manchester, Großbritannien | Commonwealth Games                      | Marathon           | 1    | 2:11:58  |
| 2002 | Moshi, Tansania            |                                         | Halbmarathon       | 4    | 1:03:07  |
| 2002 | Arusha, Tansania           |                                         | Halbmarathon       | 2    | 1:04:27  |
| 2002 | Daressalam, Tansania       | Tanzanian Armed Forces Championships    | Halbmarathon       | 2    | 1:01:09  |
| 2002 | Manchester, Großbritannien | Commonwealth Games                      | Marathon           | 1    | 2:11:58  |
| 2003 | Kilimanjaro, Tansania      | Kilimanjaro                             | Halbmarathon       | 1    | 1:02:00  |
| 2003 | Arusha, Tansania           |                                         | Halbmarathon       | 2    | 1:05:00  |
| 2005 | Moshi, Tansania            | Kilimanjaro                             | Marathon           | 4    | 2:23:29  |
| 2005 | Babati, Tansania           |                                         | Halbmarathon       | 2    | 1:03:43  |
| 2006 | Mwanza, Tansania           | Tansanische Meisterschaft               | 10-km-Lauf         | 2    | 0:30:05  |
| 2006 | Antananarivo, Madagaskar   |                                         | Marathon           | 2    | 2:35:34  |
| 2008 | Singida, Tansania          |                                         | Halbmarathon       | 6    | 1:06:11  |
| 2010 | Moshi, Tansania            | Mount Kilimanjaro                       | Halbmarathon       | 19   | 1:07:22  |